# 始二齒獸屬
始二齒獸屬（學名：Eodicynodon）是獸孔目二齒獸類的一種，生存於二疊紀的南非。